# Armaty
Armaty – oficjalny singel trasy koncertowej Męskie Granie 2015, szóstej edycji Męskiego Grania, który miał swoją premierę 2 czerwca 2015 o godz. 21.30 w Warszawie w klubie Plażowa na Wybrzeżu Szczecińskim oraz na żywo na oficjalnej stronie festiwalu – meskiegranie.pl. Wykonawcami utworu są: Fisz, Mela Koteluk, Tomasz Organek, Krzysztof 'Zalef' Zalewski i Smolik.

## Twórcy
- tekst: Fisz, Mela Koteluk
- muzyka: Andrzej Smolik
- produkcja: Andrzej Smolik
- śpiew: Mela Koteluk, Fisz
- gitary: Tomasz Organek, Krzysztof 'Zalef' Zalewski, Fisz

## Notowania
- Lista Przebojów Trójki: 6[4]
- Uwuemka: 10[5]